# Wilhelm Sunkel
Wilhelm Sunkel (* 19. Jahrhundert; † 20. Jahrhundert in Bremen) war ein deutscher Architekt in Bremen.

## Biografie
Sunkel arbeitete anfangs auch mit dem Architekten Heinrich Müller (1819–1890) zusammen und dann am Ende des 19. Jahrhunderts von 1892 bis 1912 mit dem Architekten Georg Eduard Gildemeister (1848–1946). Er entwarf im Stil des späten Neoklassizismus, Historismus und der Neorenaissance und auch im Jugendstil. Sunkel war im Kirchenbau erfahren u. a. bei der neuen Farbgebung der Ansgariikirche Bremen und der Sanierung der Liebfrauenkirche Bremen.
Einige seiner Gebäude stehen unter Bremer Denkmalschutz.

## Werke (Auswahl)

Kontorhaus Engelhardt & Biermann, 1891

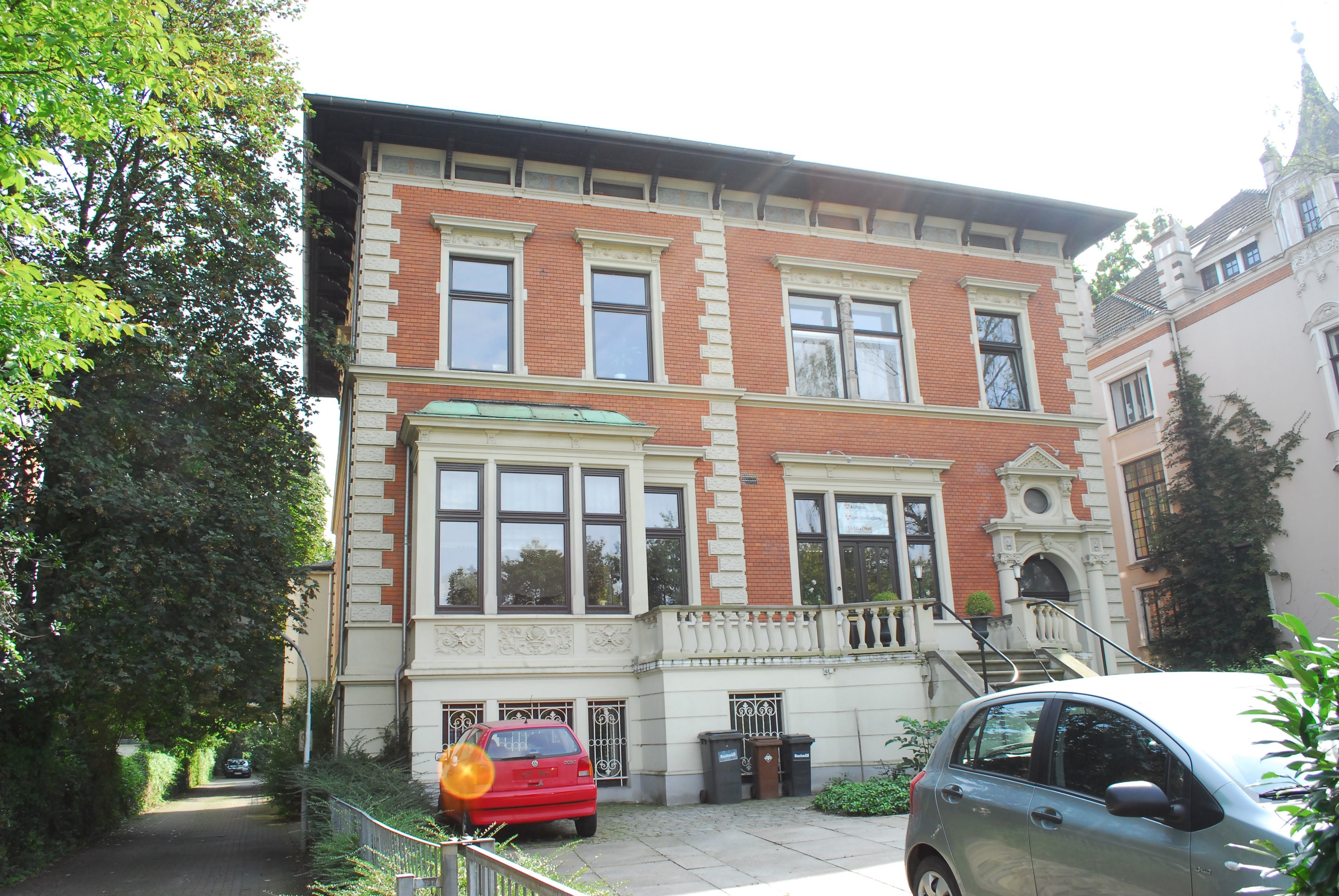
Villa Frese, 1897

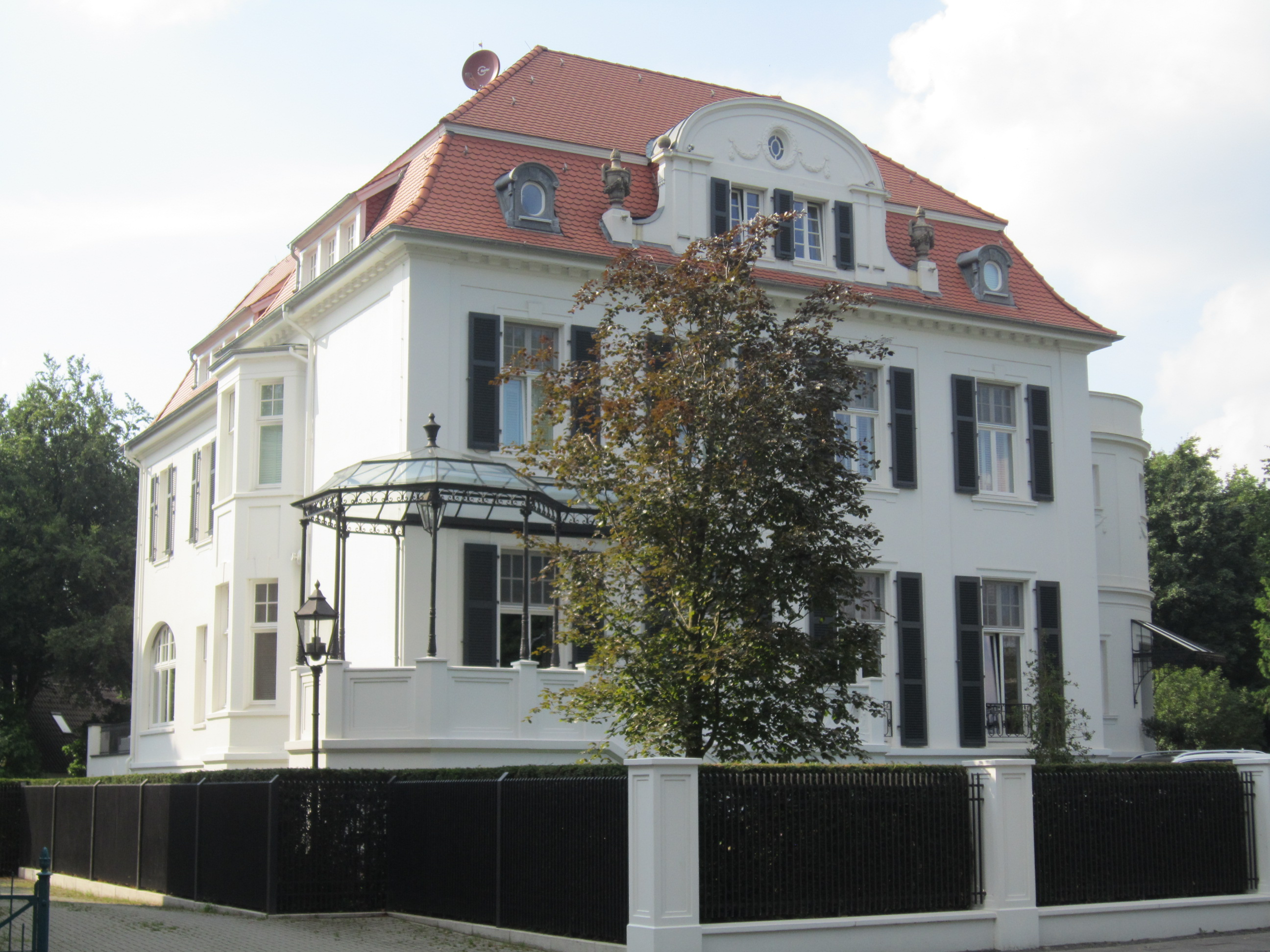
Villa Hermann Freiherr von Rossing, Gartenstraße 5, 1898

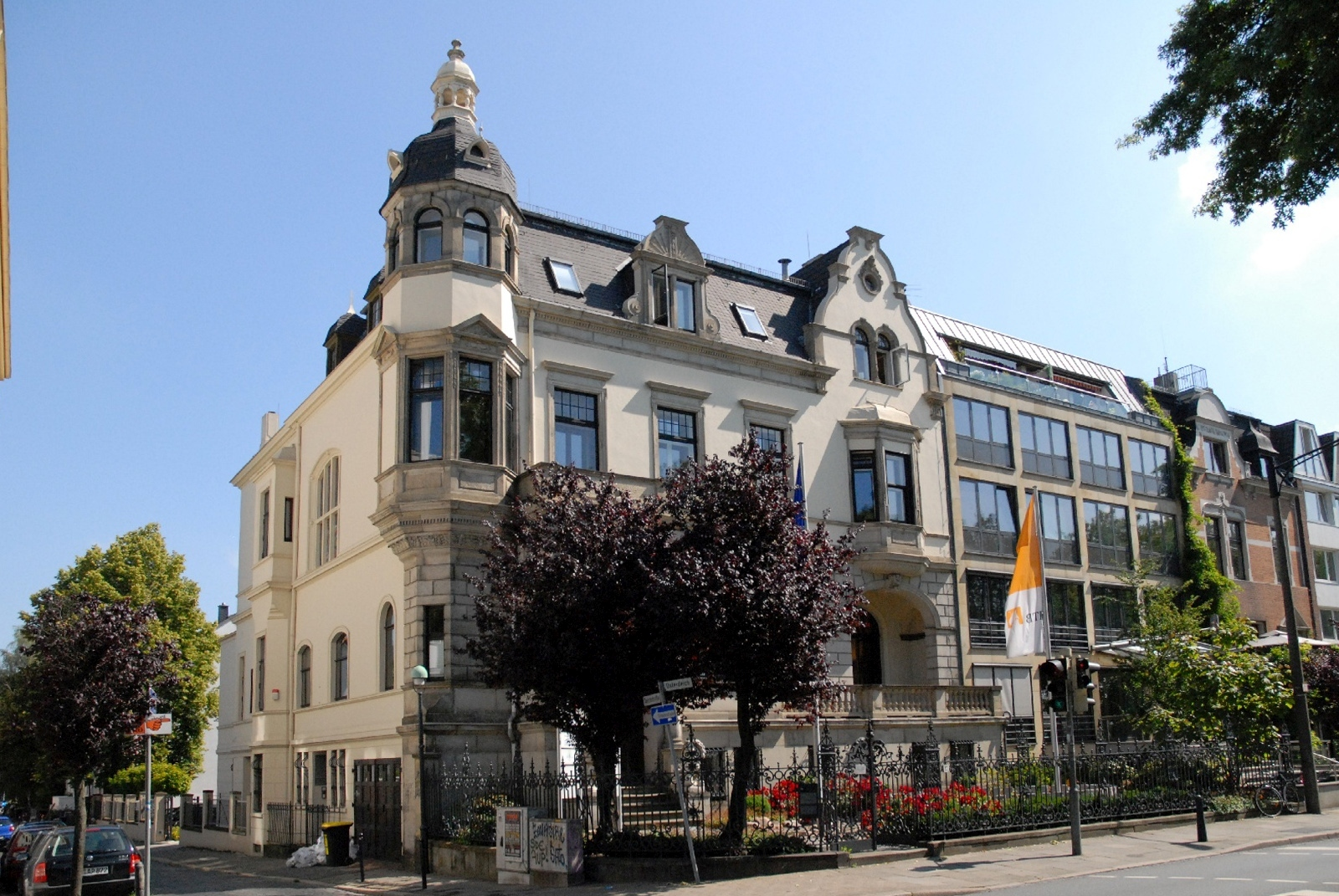
Haus Hirschfeld, 1899

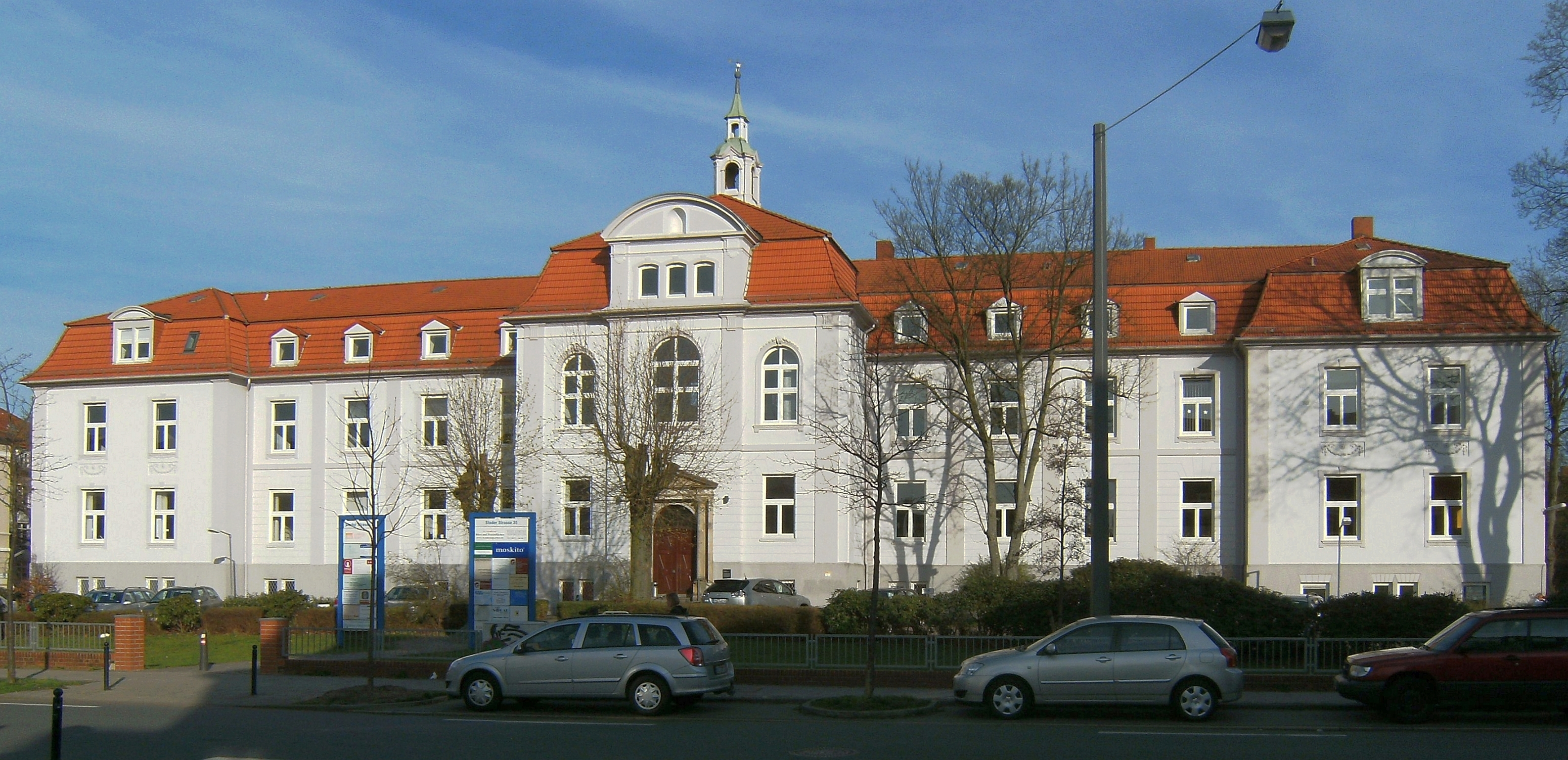
St.-Petri-Waisenhaus in Bremen, 1901

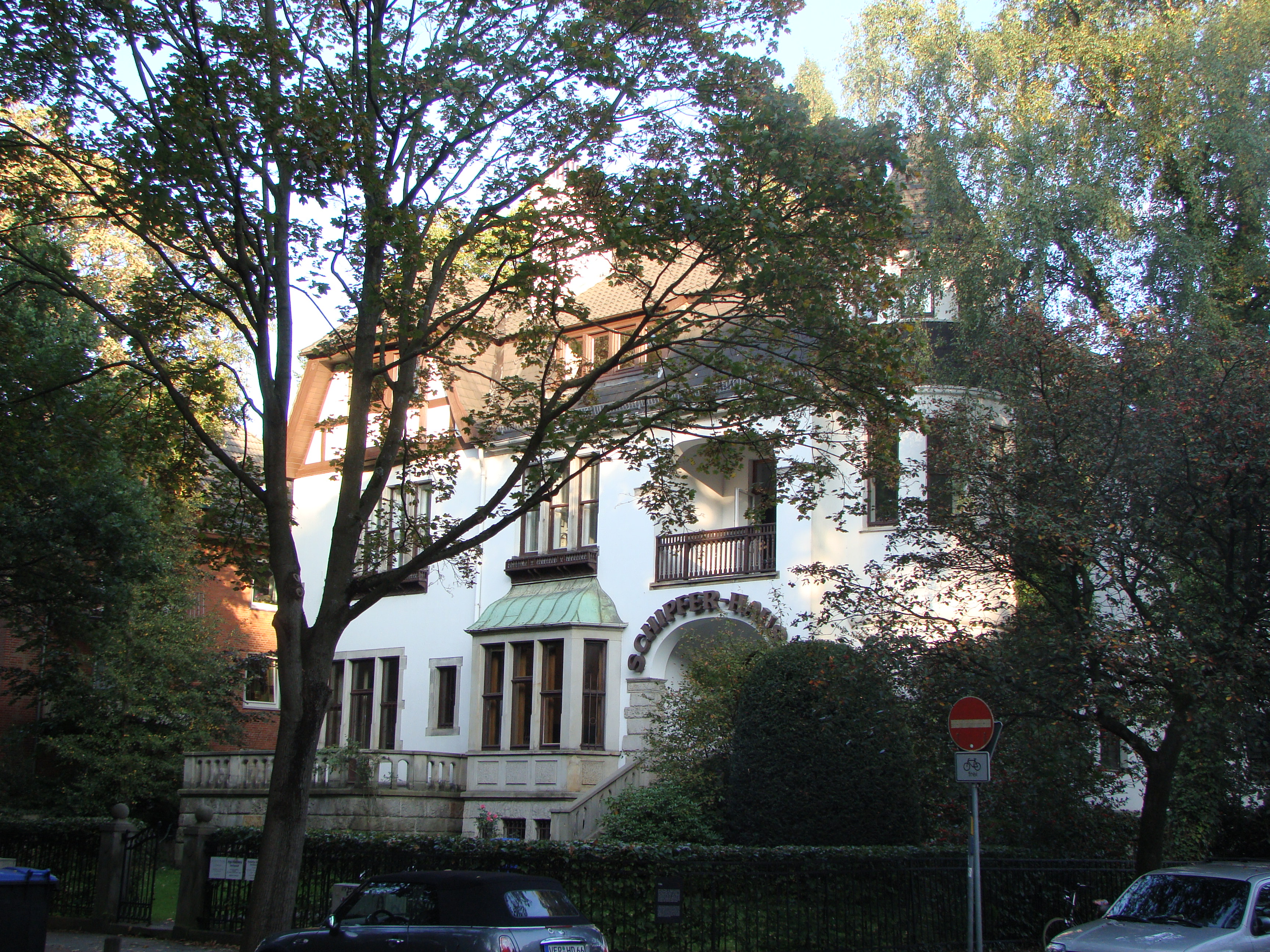
Villa Ahlers, 1904

Haus Sonneck in Freiburg im Breisgau, 1906

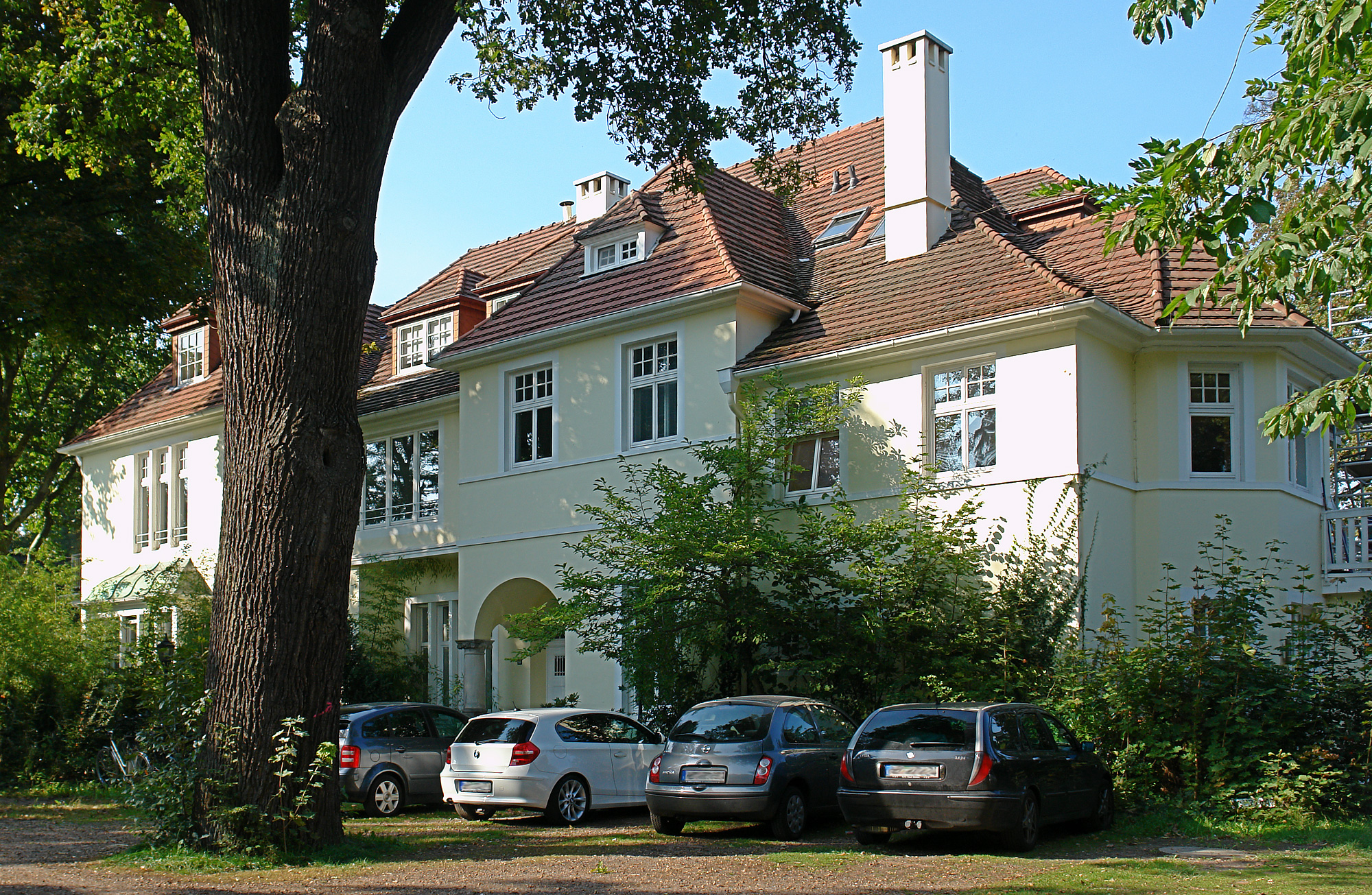
Landhaus Waldthausen, 1906

Bauten zumeist in Bremen, soweit hier nicht anders erwähnt:
- 1881: Umbau Schießhaus & Altes Schießhaus in Schwachhausen – Bürgerpark[3]
- 1891: Villa Agathe (auch Korff’sche Landhaus) für den Petroleumkaufmann Wilhelm August Korff im Oslebshauser Park, Am Nonnenberg 9–11, mit Gildemeister, Historismus, später stark verändert und überformt[4]
- 1891: Kontorhaus Engelhardt & Biermann für Leopold Engelhardt und Friedrich Biermann, Langenstraße 128, mit Gildemeister, nicht erhalten[5]
- um 1895: Lesezimmer und Bibliothek der Domgemeinde im Garten des Domanbaus, mit Gildemeister[6]
- 1896: Landhaus Carl Otto Hasse, Rockwinkeler Landstraße 41/43, mit Gildemeister[7]
- 1896: Landhaus Carl Otto Hasse, Rockwinkeler Landstraße 41/43, mit Gildemeister, Historismus[8]
- 1896: Gärtnerhaus, Gärtner-Wohnhaus der Familie Kulenkampff, Lesmonastraße 92, mit Gildemeister[9]
- 1898: Villa Gustav Tölken, Oldenburg Gartenstraße 7 (oder 5), Oldenburg, (heute Oldenburgische Landschaft), Einbezug eines Vorgängerbaus von 1824 (Entwurf: Heinrich Carl Slevogt), mit Gildemeister
- 1897: Villa Frese für den Reichstagsabgeordneten Hermann Frese, Schwachhausen Schwachhauser Heerstraße 59, mit Gildemeister, Historismus[10][11]
- 1897: Doppelhaus, Osterdeich 18 a/b, ehem. 18a heute als Nr. 19, mit Gildemeister[12]
- 1897: Haus Kränholm in St. Magnus für Wilhelm Kulenkampff mit Gildemeister, Historismus[13]
- 1899: Haus Hirschfeld für den Kaufmann Heinrich Gerhard Richard Hirschfeld, Osterdeich 17, mit Gildemeister, Historismus[14][15]
- 1900: Villa Gustav Melchers, Parkallee 95, mit Gildemeister, nicht erhalten[16][17]
- 1901: Waisenhaus, St.-Petri-Waisenhaus, Stader Straße 35, mit Gildemeister, Neobarock[18][19]
- 1901: Villa Lüdemann für Kaufmann Johann Bernhard Theodor Lüdemann, Schwachhausen Hollerallee 73 mit Gildemeister, Neorenaissance[20]
- 1903: Villa G. Faber, Parkallee 87, mit Gildemeister, nicht erhalten[21]
- 1904: Villa Ahlers, Schwachhausen, Parkallee 117, mit Gildemeister, Jugendstil[22]
- 1904: Farbgestaltung der Kunsthalle Bremen mit Gildemeister
- 1906: Landhaus Waldthausen, mit Gildemeister[23][24]
- um 1906: Villa Diedrich Lahusen, Haus Sonneck, Mercystraße 22, Freiburg im Breisgau, mit Gildemeister[25]
- 1906: Villa Arnold Petzet, Schwachhauser Heerstraße 30, Schwachhauser Chaussee, mit Gildemeister[26]
- 1906: Villa Hermann Freiherr von Rossing, Gartenstraße 5, Oldenburg; bis 1991 Kulturzentrum Brücke der Nationen, Umbau einer Villa von 1817, mit Gildemeister
- 1907: Kaiserhaus zugehörig zum St.-Remberti-Stift, St. Remberti-Stift 14/15, mit Gildemeister[27][28]
- 1910: Villa Ernst August Ruhstrat, Gartenstraße 9, Oldenburg, mit Gildemeister, teilweise abgebrochen